# Tai nạn giao thông

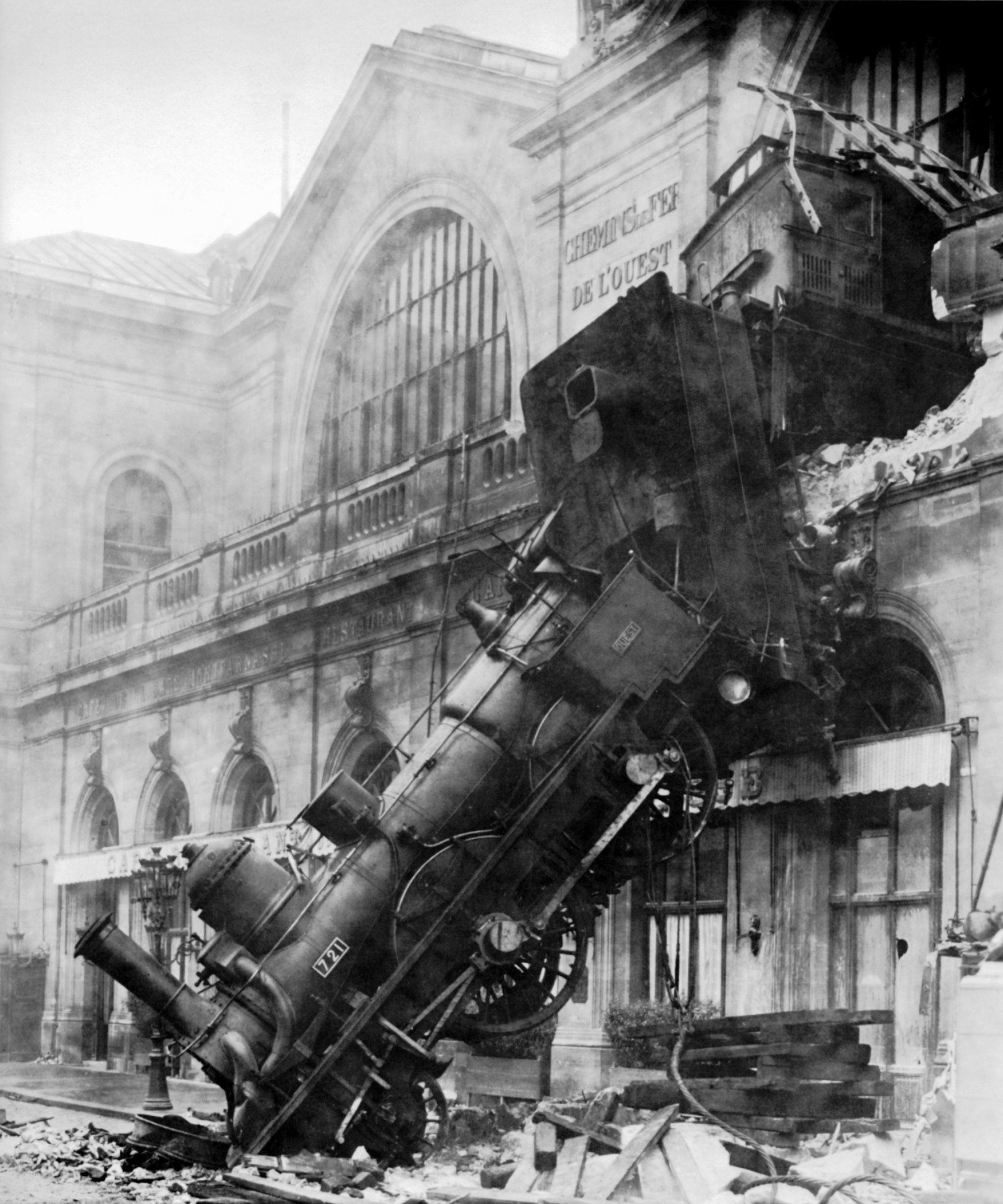
Tai nạn tại ga Montparnasse, Paris, năm 1895

Tai nạn giao thông là những sự va chạm, va quẹt, đâm va gây thương tích hoặc gây nguy hiểm xảy ra khi một phương tiện va chạm với một phương tiện khác, người đi bộ, động vật, mảnh vỡ đường hoặc vật cản khác, như cây, cột điện hoặc tòa nhà. Tai nạn giao thông thường dẫn đến thương tích, tử vong và thiệt hại tài sản.
Một số yếu tố dẫn đến nguy cơ va chạm, bao gồm thiết kế xe, tốc độ vận hành, thiết kế đường, môi trường đường và kỹ năng lái xe, suy yếu do rượu hoặc ma túy, và hành vi, đáng chú ý là lái xe, chạy quá tốc độ và đua xe trên đường phố. Trên toàn thế giới, tai nạn giao thông dẫn đến tử vong và tàn tật cũng như chi phí tài chính cho cả xã hội và các cá nhân liên quan.
Theo Tổ chức Y tế thế giới (WHO), hàng năm có 1,3 triệu người chết và 50 triệu người bị thương tật vĩnh viễn suốt đời vì tai nạn giao thông, trong đó 23% tử vong là người điều khiển xe máy. Đa số các vụ tai nạn giao thông xảy ra chết người xảy ra phổ biến ở các nước thu nhập thấp và trung bình. Các nước nghèo có số lượng ô tô chiếm 1% ô tô trên thế giới nhưng tử vong do tai nạn giao thông chiếm 13%; các nước giàu số ô tô chiếm 40% và tỉ lệ tử vong chỉ chiếm 7%

## Tổng quan

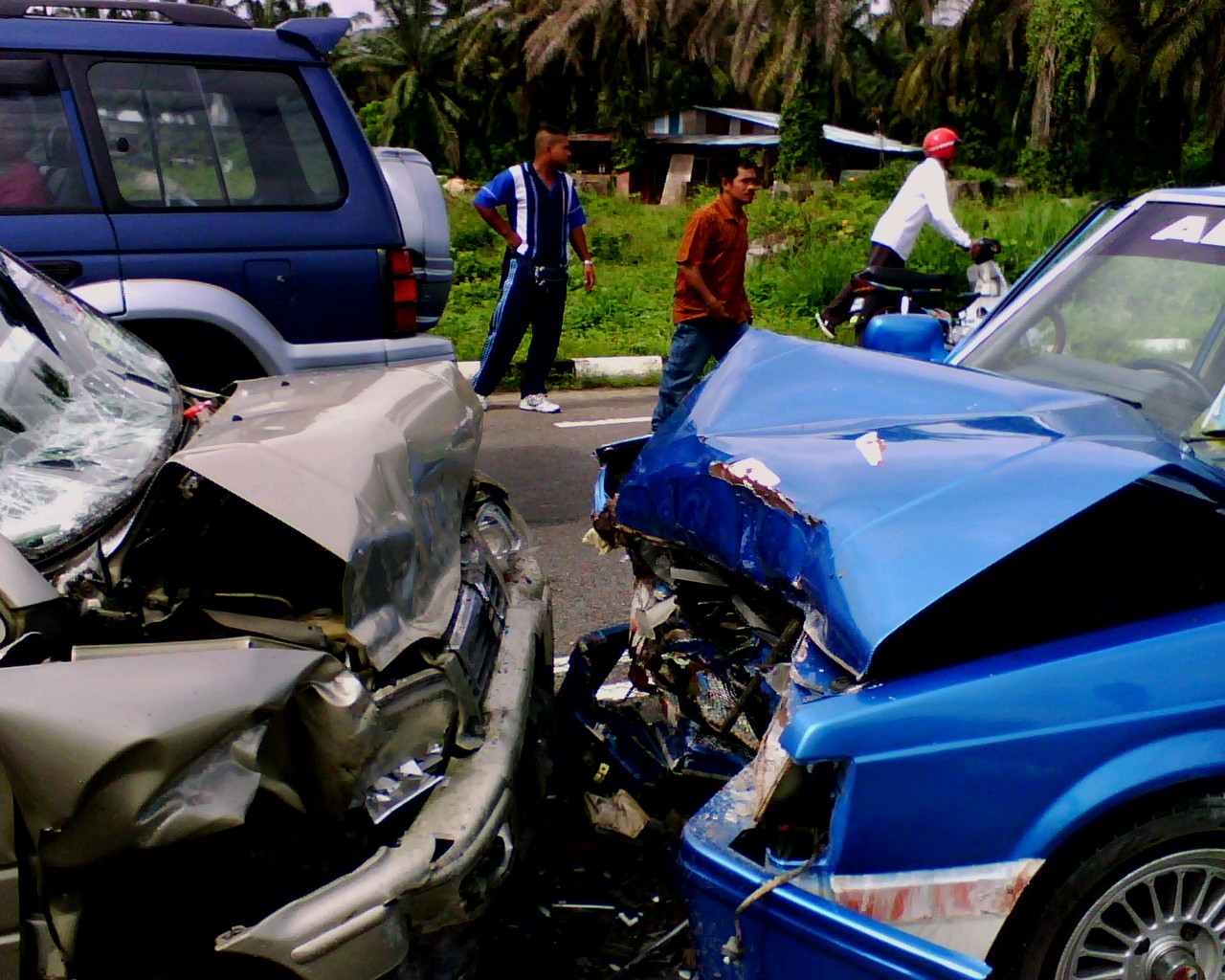
Hai ô tô đâm nhau trực diện.

Tai nạn giao thông (TNGT) đã có từ rất lâu trong lịch sử dưới nhiều hình thức khác nhau. Tuy nhiên, hiện tại vẫn chưa có một định nghĩa thật chính xác có thể lột tả hết những đặc tính của nó. Về cơ bản tai nạn giao thông có những đặc tính như:
- Được thực hiện bằng những hành vi cụ thể.
- Gây ra những thiệt hại nhất định về tính mạng, sức khỏe con người, vật, tài sản...
- Chủ thể trực tiếp thực hiện hành vi cuối cùng trong vụ tai nạn giao thông cụ thể phải là đối tượng đang tham gia vào hoạt động giao thông.
- Xét về lỗi, chỉ có thể là lỗi vô ý hoặc là không có lỗi, không thể là lỗi cố ý.

Năm 1896, tại Anh chiếc ô tô chạy thử sau khi xuất xưởng đã cán chết 2 người. Và 3 năm sau, ở Mỹ mới lại có một người chết do ô tô gây nên, từ đó những cái chết do phương tiện giao thông gây nên ngày một nhiều. Và ngày nay, TNGT đã trở nên phức tạp, đa dạng hơn rất nhiều, có thể là tai nạn ô tô, xe 2 bánh, tàu hỏa hay máy bay... Nó đang là một hiểm họa không chỉ cho riêng một quốc gia nào mà là của cả thế giới, tuy nhiên TNGT vẫn tập trung chủ yếu ở các nước đang phát triển và các nước kém phát triển, đặc biệt là các quốc gia ở châu Á như: Trung Quốc, Ấn Độ, Việt Nam, Thái Lan...
Trên phạm vi toàn cầu, TNGT là một trong những nguyên nhân gây tử vong nhiều nhất cho người trưởng thành (trung bình làm chết trên dưới 1 triệu và bị thương hàng chục triệu người mỗi năm) chỉ tính riêng trong năm 2002, tai nạn giao thông trên thế giới đã làm cho 1,2 triệu người thiệt mạng và 50 triệu người bị thương. Hàng năm, số vụ tai nạn giao thông lại tăng thêm 10% (con số này ở các nước nghèo và đang phát triển cao hơn tỉ lệ ở các nước công nghiệp phát triển).
| Mỹ    | Đức  | Việt Nam | Nhật Bản |
| ----- | ---- | -------- | -------- |
| 40990 | 2830 | 22067    | 2678     |

Phổ biến nhất hiện nay ở phần lớn các quốc gia là tai nạn giao thông đường bộ, loại tai nạn này thường xảy ra đối với ô tô và xe gắn máy bánh. Ngoài ra còn có các loại TNGT khác như TNGT đường sắt, TNGT đường thủy, TNGT đường hàng không.

## Tai nạn giao thông đường bộ

### Hiện trạng và thiệt hại

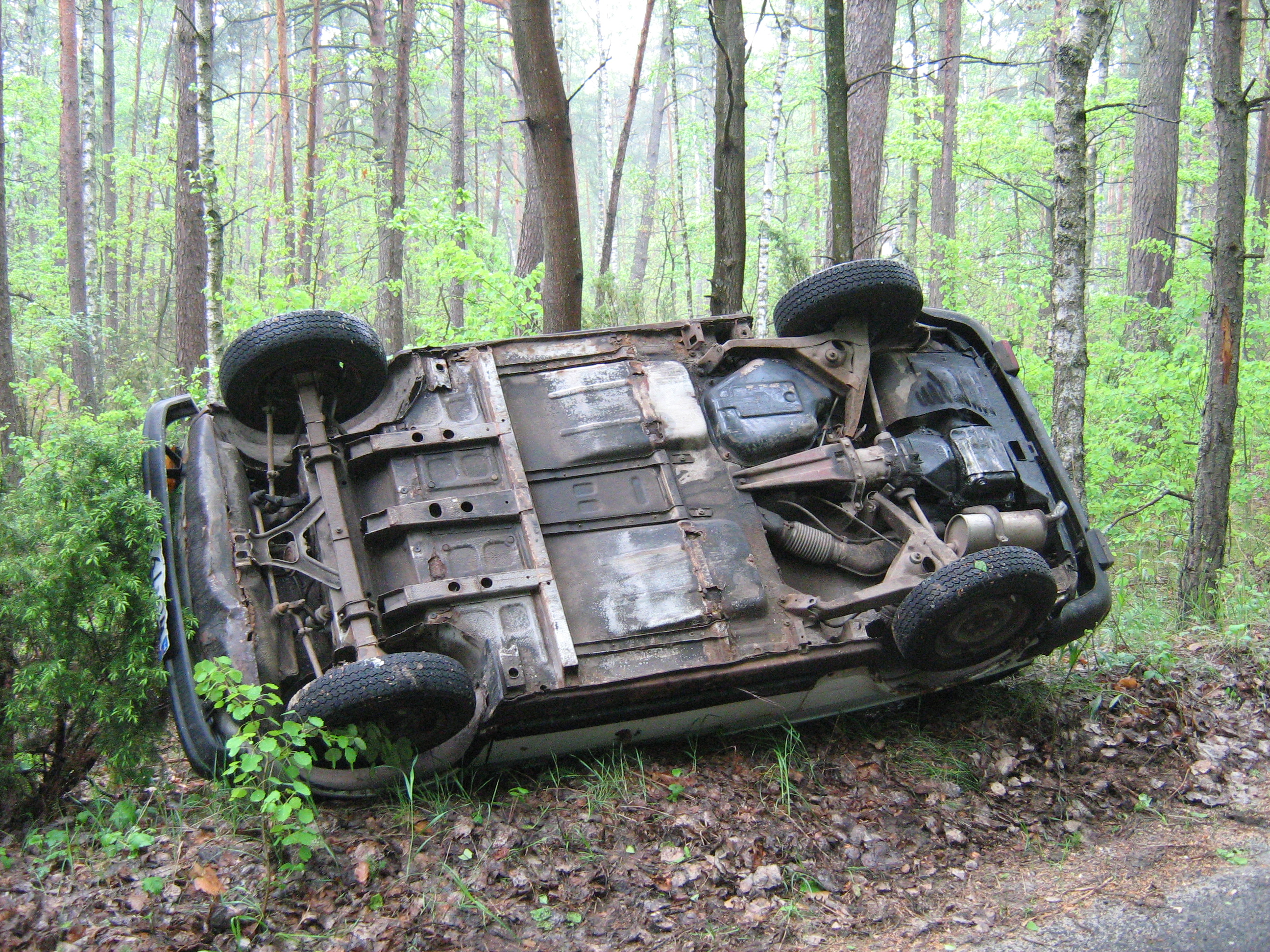
Một vụ lật xe ở Ba Lan

Tai nạn giao thông đường bộ (TNGTĐB) là TNGT xảy ra đối với những phương tiện giao thông đang tham gia giao thông trên các tuyến đường bộ hay trên đường chuyên dùng và đối với người đi bộ. Đây là loại TNGT phổ biến và làm nhiều người thiệt mạng, bị thương nhất ở các quốc gia đang phát triển, khi mà cơ sở hạ tầng cũng như ý thức tuân thủ pháp luật về giao thông của người dân còn kém. Theo Bộ Công an Trung Quốc trong năm 2019, đã có 250,272 người chết vì tai nạn giao thông đường bộ, con số này tại Việt Nam là 7.624 người.
TNGTĐB là một trong những nguyên nhân gây tử vong hàng đầu cho người. Cùng với đó là những thiệt hại khổng lồ về kinh tế, bao gồm: chi phí mai táng người chết, chi phí y tế cho người bị thương, thiệt hại về phương tiện giao thông, về hạ tầng, chi phí khắc phục, điều tra vụ TNGT đó cùng với thiệt hại do hao phí thời gian lao động của chính người bị tai nạn và cả của những người chăm sóc người đó. Mặt khác TNGT gây nên những tác động tâm lý cả trước mắt cũng như về lâu dài đối với mọi người, nó để lại những di chứng về tâm lý hết sức nặng nề cho người bị tai nạn, người thân của người đó và nếu như trong một địa phương, một quốc gia xảy ra TNGT quá nhiều sẽ gây nên hiện tượng bất an cho cư dân ở đó.

### Nguyên nhân, điều kiện

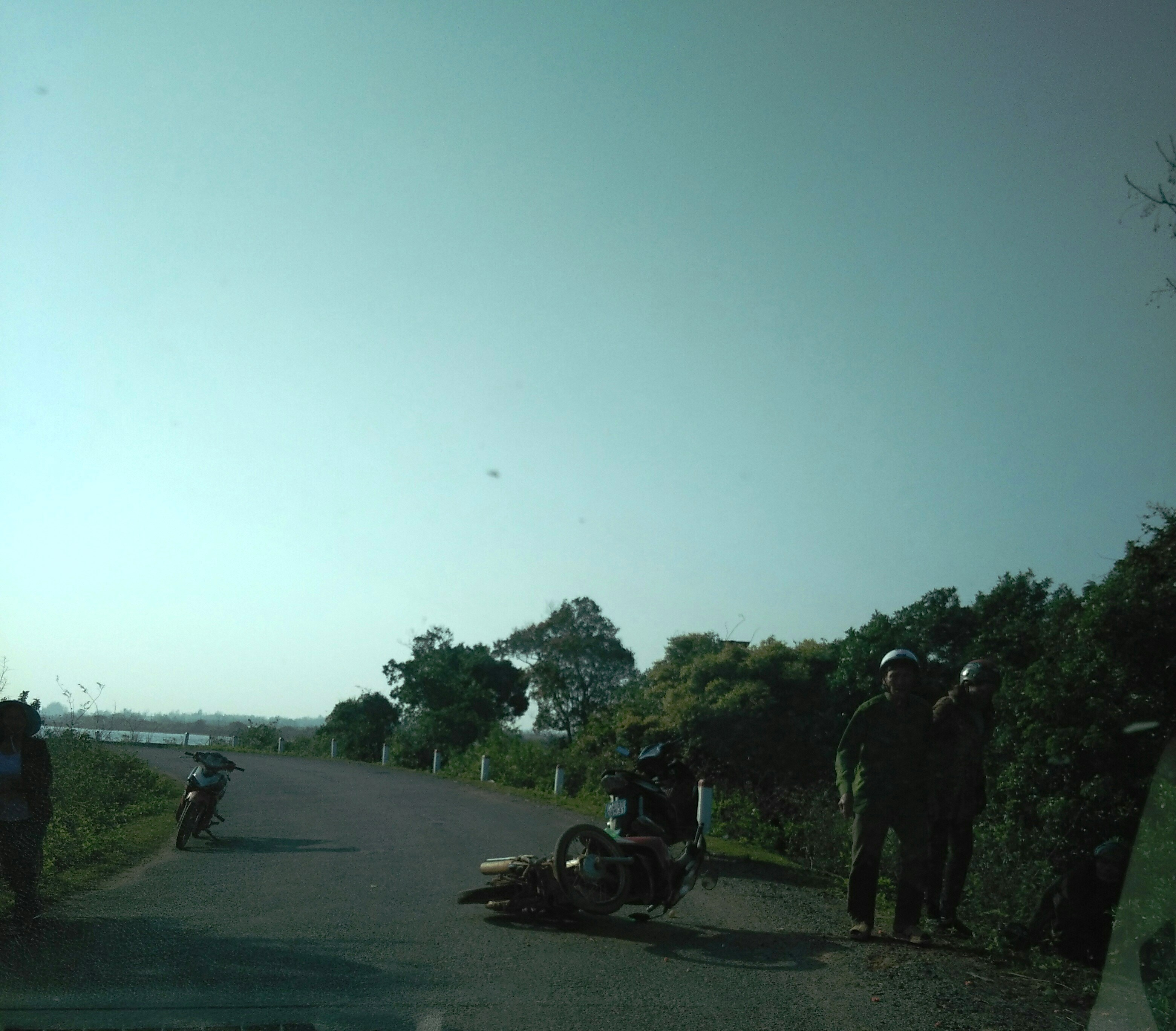
Một vụ tai nạn giao thông tại Cửa Việt

TNGTĐB phát sinh chủ yếu là do ý thức của người tham gia giao thông từ một số nguyên nhân như: cơ sở hạ tầng (đường, cầu), phương tiện giao thông không đảm bảo điều kiện an toàn (quá hạn, quá cũ, xe tự tạo...) Cùng với đó là ý thức chấp hành pháp luật của người tham gia giao thông còn kém, thời tiết xấu,và lái xe dưới trời nắng gắt

#### Cơ sở hạ tầng giao thông
Những yếu tố thuộc cơ sở hạ tầng phục vụ hoạt động giao thông như: đường, cầu...đều có những ảnh hưởng nhất định tới việc có xảy ra TNGT ĐB hay không. Những điều kiện của đường như các yếu tố hình học của đường, lưu lượng, độ bằng phẳng và độ nhám của mặt đường, tầm nhìn và độ chiếu sáng trên đường, sự bố trí của các biển báo hiệu.
Để đánh giá mức độ nguy hiểm của các đoạn đường, người ta sử dụng hệ số an toàn:
K=V2/V1.
Trong đó V2 là tốc độ tối thiểu của xe phương tiện chạy trên đoạn đường đang xem xét. V1 là tốc độ tối đa của xe chạy trên đoạn đường liền kề trước đó. Trị số K có giá trị càng nhỏ thì càng có khả năng xảy ra TNGT trên đoạn đường đó, tức là những đoạn đường nguy hiểm dễ xảy ra TNGT chính là những đoạn đường mà phương tiện phải giảm tốc độ nhiều trong thời gian ngắn.
Mức an toàn chạy xe của các đoạn đường được đánh giá theo trị số của hệ số an toàn như ở bảng dưới đây:
| Giá trị hệ số an toàn     | < 0,4         | 0,4 - 0,6 | 0,6 - 0,8    | > 0,8                   |
| ------------------------- | ------------- | --------- | ------------ | ----------------------- |
| Tình trạng của đoạn đường | Rất nguy hiểm | Nguy hiểm | ít nguy hiểm | Thực tế không nguy hiểm |

Cơ sở hạ tầng phục vụ giao thông còn nhiều yếu kém, chưa đảm bảo các tiêu chuẩn kỹ thuật, không đồng bộ chính là một trong những nguyên nhân làm xảy ra nhiều vụ TNGT. Điều này được thể hiện rõ nét ở các quốc gia kém phát triển và đang phát triển.

#### Phương tiện giao thông

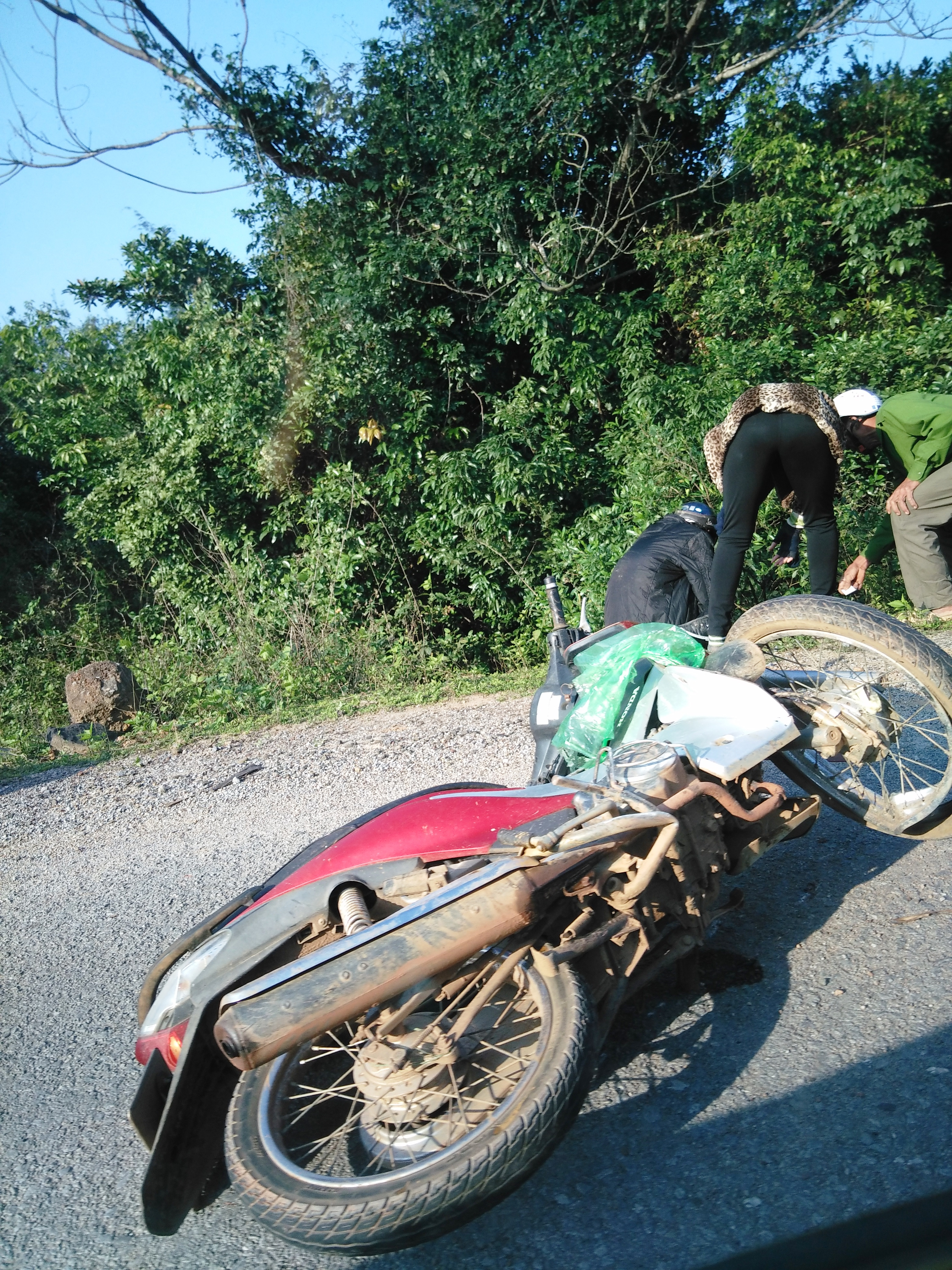
Một vụ tai nạn giao thông xe gắn máy ở Gio Linh

Thế kỷ XX đã chứng kiến sự gia tăng nhanh chóng của các loại phương tiện giao thông. Từ những chiếc ô tô, xe gắn máy đầu tiên được xuất xưởng, ngày nay có hàng tỷ phương tiện giao thông các loại, từ những chiếc xe đạp, xe gắn máy, hay ô tô cho tới những chiếc máy bay tối tân...
Tăng trưởng mạnh nhất chính là các loại phương tiện giao thông đường bộ, mỗi năm thế giới lại xuất xưởng thêm hàng triệu xe gắn máy, ô tô đủ mọi chủng loại. Đi kèm sự gia tăng quá nhanh đó là những bất cập, những hạn chế của các loại xe. Bên cạnh những chiếc xe hiện đại, đảm bảo được những quy định về tiêu chuẩn kỹ thuật, tiêu chuẩn an toàn (nhưng được bán với giá cao)...là những chiếc xe không đảm bảo (nhưng lại có giá rẻ hơn rất nhiều) đó là những chiếc xe tự tạo, xe cũ tái chế...
Ví dụ tại Việt Nam
| Năm                | 1991      | 1992      | 1993      | 1994      | 1995      | 1996      |
| ------------------ | --------- | --------- | --------- | --------- | --------- | --------- |
| Số ô tô (chiếc)    | 256.898   | 270.036   | 292.899   | 307.078   | 340.779   | 386.976   |
| Xe gắn máy (chiếc) | 1.522.184 | 1.704.225 | 2.427.163 | 3.052.847 | 3.578.156 | 4.208.247 |

#### Người tham gia giao thông
Chủ yếu vẫn là sự thiếu ý thức của người tham gia giao thông như chạy quá tốc độ, tránh vượt ẩu, sai quy định, khi chuyển hướng không quan sát, đi không đúng làn đường, điều khiển phương tiện trong tình trạng say bia rượu và sử dụng các chất kích thích, dàn hàng ngang, đi hàng hai hàng ba, không đội nón bảo hiểm, không đi đúng phần đường của mình, không tuân thủ luật giao thông,

#### Thời tiết xấu
Mưa bão, động đất, sóng thần, lở đất, lũ, lụt, sạt lở, sương mù, sương muối, tuyết.

### Một số giải pháp
Tập trung xây dựng những công trình hạ tầng giao thông thiết yếu để cải thiện tình hình quá tải phương tiện giao thông. Bên cạnh đó cần phải kiểm tra phương tiện giao thông, hệ thống tín hiệu, biển báo bao gồm như: không đưa vào lưu thông các phương tiện đã sử dụng lâu năm và không đảm bảo hệ số an toàn, tránh những trường hợp chuyển hướng đột ngột, không vượt đèn đỏ, không lạng lách đánh võng, tôn trọng các đối tượng tham gia giao thông và không uống rượu bia, các chất kích thích khi điều khiển phương tiện giao thông. Đồng thời kết hợp giáo dục có hiệu quả cho người tham gia giao thông về những hậu quả không lường mà TNGT có thể gây ra,giúp người điều khiển phương tiện giao thông nhận thức được trách nhiệm của mình.Thắt chặt quản lý,phạt nặng câc trường hợp cố ý cản trở giao thông hay gây nguy hiểm cho người khác.
- Bản thân mỗi người
  - Tự trang bị những hiểu biết cơ bản về luật an toàn giao thông, tự giác thực hiện an toàn trong quá trình tham gia giao thông.
  - Có trách nhiệm tuyên truyền với cộng đồng, người thân, bạn bè...
- Gia đình và nhà trường
  - Tăng cường tuyên truyền về luật giao thông và ý thức thực hiện an toàn giao thông cho học sinh, cho con em...
  - Tích cực giám sát việc thực hiện luật giao thông của học sinh, con em...
  - Làm gương cho HS và con em mình về ý thức thực hiện tốt an toàn giao thông
  - Tạo những sân chơi bổ ích giúp HS-SV vừa tìm hiểu kiến thức, vừa rèn luyện kĩ năng tham gia giao thông an toàn.

## Tai nạn giao thông đường sắt
Do không chấp hành luật đường sắt nên nhiều hộ dân thường xảy ra tai nạn do không có biển báo và ý thức trẻ em còn kém nên hay chơi bên đường sắt mà không lo chú ý xe,việc ngồi ngay cạnh đường sắt hay thậm chí đi trên những đoạn đường ấy là thói quen của nhiều những người bán rong hiện nay

## Tai nạn giao thông đường thủy
Nguyên nhân chủ yếu dẫn đến tai nạn của phương thức vận tải này là do điều kiện tự nhiên (thời tiết, khí hậu, vị trí địa lí,...) và các nguyên nhân của con người (quản lý tàu, hàng hoá, quản lí chạy tàu và điều tàu, chất lượng tàu, chất lượng của thủy thủ,...). Dẫn đến các tai nạn phổ biến như: Lật tàu,chìm tàu, không kiểm soát được tàu, va chạm giữa các tàu do thiếu tầm nhìn hoặc người lái tàu không biết xử lí, cháy nổ hàng hoá, hàng hoá không cân bằng làm mất thăng bằng,...)

## Tai nạn giao thông đường hàng không
Các nguyên nhân khách quan thường do máy bay không được bảo trì, do thời tiết, hoặc do lỗi phi công, ...